# HEART OF RAINBOW 〜愛の虹を渡って〜/ブルー・パシフィック
「HEART OF RAINBOW ～愛の虹を渡って～/ブルー・パシフィック」（ハート オブ レインボウ ～あいのにじをわたって～/ブルー・パシフィック）は、1985年9月21日にリリースされたチェッカーズの8枚目のシングル（12インチ・シングル）。

## 解説
両A面シングル扱い（チェッカーズとしては唯一）。
「HEART OF RAINBOW ～愛の虹を渡って～」はグリコアーモンドチョコレートのCMソング、「ブルー・パシフィック」はTDKカセットテープのCMソングであった。
企画シングルとして発売された為、ランキング番組などで披露される事はなかった。
長い間、両曲とも揃ってアルバム未収録であったが、本作発売から実に19年後にリリースされたベスト・アルバム『COMPLETE THE CHECKERS 〜all singles collection』にて初収録となった。

## 収録曲
両曲　作詞：売野雅勇／作曲・編曲：芹澤廣明
1. HEART OF RAINBOW ～愛の虹を渡って～
  - 7分以上に及ぶ長い曲であり、テレビでは『夜のヒットスタジオDELUXE』で披露された。
2. ブルー・パシフィック
  - テレビでもライブでも披露された事がない稀有な楽曲。